# Under the Dome (1.ª temporada)
A primeira temporada de Under the Dome estreou em 24 de junho de 2013 nos Estados Unidos pelo canal aberto CBS. No Brasil o seriado estreou no dia 4 de novembro pelo canal TNT; além de ser transmitida também na Rede Globo.
A estreia da temporada teve muitas críticas positivas; sendo vista por 13,53 milhões de telespectadores americanos, números recordes que surpreenderam a emissora CBS, considerando que o programa foi ao ar no verão, na chamada baixa temporada.

## Prefácio
Baseado no livro de mesmo nome, Under the Dome conta a história dos moradores da pequena cidade de Chester's Mill, nos Estados Unidos, onde uma enorme e transparente cúpula indestrutível de repente os corta do resto do mundo. Sem acesso à internet, celular e TV, as pessoas presas dentro da cúpula devem encontrar suas próprias maneiras de sobreviver com a diminuição dos recursos e as crescentes tensões. Enquanto as forças militares, o governo e os meios de comunicação posicionados fora da barreira tentam derruba-lá, um pequeno grupo de pessoas presas lá dentro, tentam descobrir o que é, de onde veio, e quando (e se) ela vai embora.

## Elenco
Os personagens do elenco retratam personagens que foram, em sua maioria, retirados do romance original", embora alguns tenham sido encaixados e outros tenham mudado de emprego".

### Principal
- Mike Vogel como Dale "Barbie" Barbara
- Rachelle Lefevre como Julia Shumway
- Natalie Martinez como Linda Esquivel
- Britt Robertson como Angie McAlister
- Alexander Koch como James "Junior" Rennie
- Colin Ford como Joe McAlister
- Aisha Hinds como Carolyn Hill
- Dean Norris como James "Big Jim" Rennie
- Jolene Purdy como Dodee Weaver
- Nicholas Strong como Phil Bushey

### Recorrente
- Mackenzie Lintz como Eleanor "Norrie" Calvert-Hill
- Samantha Mathis como Alice Calvert
- Beth Broderick como Rose Twitchell
- Dale Raoul como Andrea Grinell
- John Elvis como Ben Brake
- Ned Bellamy como Rev. Lester Coggins
- R. Keith Harris como Peter Shumway
- Natalie Zea como Maxine Seagrave
- Jeff Fahey como Howard "Duke" Perkins
- Megan Ketch como Harriet Arnold
- Mare Winningham como Agatha Seagrave

## Episódios
| # | Ep. | Título                                    | Direção              | Roteiro                                 | Audiência | Exibição original      |
| --- | --- | ----------------------------------------- | -------------------- | --------------------------------------- | --------- | ---------------------- |
| 1 | 1   | "Pilot"Piloto                             | Niels Arden Oplev    | Adaptação: Brian K. Vaughan             | 13.53     | 24 de junho de 2013    |
| Dale "Barbie" Barbara (Mike Vogel) enterra o corpo de um homem na floresta de Chester's Mill. Quando ele está saindo da cidade, uma redoma invisível cai sobre os limites da cidade, deixando todos presos. Julia Shumway (Rachelle Lefevre), uma repórter de um jornal local, que estava investigando as misteriosas entregas de gás propano antes da barreira aparecer, tem um interesse especial por Barbie, depois que ele salva a vida do jovem Joe McAlister (Colin Ford), cujos pais estão presos fora da cidade. O vereador da cidade, James "Big Jim" Rennie (Dean Norris), faz um anúncio de emergência na rádio, enquanto o xerife Duke Perkins (Jeff Fahey) e sua vice, Linda Esquivel (Natalie Martinez), tentam acalmar o desespero que tomou conta da cidade. Junior (Alexander Koch), o filho revoltado de Big Jim, sequestra Angie McAlister (Britt Robertson), quando ele começa a suspeitar que ela teve um caso com Barbie. Carolyn Hill (Aisha Hinds) e sua parceira Alice Calvert (Samantha Mathis) estão passando por Chester's Mill com sua filha Norrie (Mackenzie Lintz), quando a barreira aparece e Norrie tem uma espécie de ataque epiléptico. A ligação entre Big Jim, Duke e o propano estocado é revelada. Julia leva Barbie para sua casa, onde ele percebe que o homem que matou e enterrou era o marido dela, Peter. Duke conta a Linda que a cidade inteira está sendo punida e está prestes a revelar um segredo obscuro quando seu marca-passo explode ao se aproximar da redoma. Os militares dos Estados Unidos vão a Chester's Mill e fazem estudos com o fenômeno sem precedentes. |     |                                           |                      |                                         |           |                        |
| 2 | 2   | "The Fire"Fogo                            | Jack Bender          | Rick Cleveland                          | 11.81     | 1 de julho de 2013     |
| Quando Barbie percebe que ele deixou seu colar na cabana onde ele matou o marido de Julia, Peter (R. Keith Harris), ele volta para recuperá-los, mas é emboscado por Júnior que acredita que Angie está tendo um caso com ele. Na estação de rádio, Dodee e Phil pegam uma frequência militar onde eles discutem sobre a redoma e Julia fala no microfone para informar toda a cidade. Enquanto exploram, Joe e seu amigo Ben notam que os militares estão testando para ver se a água pode passar a redoma e descobrem que uma pequena quantidade pode escoar. Enquanto isso, Big Jim manda o Reverendo Coggins (Ned Bellamy) destruir os registros do embarque de propano na casa de Duke, mas Coggins bota fogo na casa acidentalmente enquanto queima as provas. Linda ouve Coggins gritar por socorro e puxa-o para fora da casa, mas o fogo se espalha quando um tanque de propano explode próximo deles, forçando a cidade a se unir para formar um grupo e apagar o fogo. Big Jim, que havia ignorado os gritos Coggins, pega um trator e usa-o para conter o fogo. Momentos depois, no entanto, um histérico policial Paul Randolph (Kevin Sizemore) dispara contra a redoma, mas os tiros ricocheteiam e uma das balas atingem o seu colega, o policial Freddy (Joe Knezevich), que acaba morrendo. |     |                                           |                      |                                         |           |                        |
| 3 | 3   | "Manhunt"Perseguição                      | Paul Edwards         | Adam Stein                              | 10.71     | 8 de julho de 2013     |
| O policial Paul Randolph, preso depois de acidentalmente matar Freddy, escapa de sua cela e tranca Linda. Big Jim organiza uma equipe de busca para encontrar Paul, recrutando outros conterrâneos e Barbie está relutante, enquanto Linda resolve encontrar Paul sozinha. Na floresta, Paul mantem Barbie e Big Jim sob a mira de uma arma e Linda aparece e atira em Paul, levando Big Jim a promovê-la como a nova xerife. Julia segue Júnior nos túneis da fábrica de cimento, onde ele está procurando uma saída, ele encontra a redoma e sua lanterna explode. Julia então usa um de seus truques para tirá-lo de lá, já que sua lanterna estragou. Enquanto isso, Joe e Norrie se encontram no meio de uma festa em que Ben convida todos os jovens da cidade para recarregar seus eletrônicos usando o gerador da casa de Joe. A festa termina quando o gerador estraga, e Carolyn e Alice encontram Norrie que ao tocar a mão em Joe começam a ter convulsões simultâneas, repetindo a mesma frase enigmática: "Estrelas rosadas estão caindo... estrelas rosadas estão caindo em fileiras". |     |                                           |                      |                                         |           |                        |
| 4 | 4   | "Outbreak"Surto                           | Kari Skogland        | Peter Calloway                          | 11.13     | 15 de julho de 2013    |
| Depois de Julia descobrir que Phil e Barbie tem ligação com seu marido Peter, ela questiona Phil sobre o paradeiro de Peter, mas ele passa mal e vai para o hospital com uma doença inesperada. Assim como ele, outros habitantes da cidade, incluindo Linda, começam a apresentar sintomas semelhantes, Alice se voluntaria para ajudar na clínica e descobre que a cidade está sofrendo de um surto de meningite. Júnior impõe uma quarentena na clínica e pacifica os pacientes em pânico que tentam sair, o que impressiona Linda o suficiente para torná-la policial. Com poucos antibióticos, Big Jim e Barbie vão para a farmácia, mas descobrem que o reverendo Coggins já tinha roubado todo o medicamento, acreditando que era o plano de Deus matar as pessoas e ninguém podia impedir. Big Jim recupera os antibióticos para tratar o doença enquanto Barbie procura Julia na cabana onde ela tinha ido e leva a descobrir a documentação da morte de Peter. Quando Barbie confessa que estava visitando Chester's Mill como um executor para Phil e acertar dívidas de jogo de Peter, Julia ataca-o por ter mentido para ela. Enquanto isso, Joe e Norrie tem outra experiência com seus ataques simultâneos enquanto Big Jim encontra Angie no abrigo subterrâneo. |     |                                           |                      |                                         |           |                        |
| 5 | 5   | "Blue on Blue"Fogo Amigo                  | Jack Bender          | Brian K. Vaughan                        | 11.60     | 22 de julho de 2013    |
| Apesar de encontrar Angie no abrigo, Big Jim deixa-a presa, incapaz de acreditar que seu filho faria uma coisa dessas. Enquanto isso, os militares tem agendado um "dia dos visitantes" para os moradores de Chester's Mill, onde os familiares e amigos de pessoas presas na cúpula podem entrar e visitar os seus entes queridos em um local designado ao longo da barreira. Durante o evento, Linda diz a seu noivo sobre a morte de seu irmão, irmã-de-lei de Julia mostra-lhe um bilhete de seu marido que diz que está indo embora e me desculpar por ele, Norrie conhece seu pai biológico afastado que seus pais a levaram acreditando que ela nunca seria capaz de encontrar-lo, e Barbie descobre de um soldado do lado de fora da cúpula, os planos militares para tentar destruir a cúpula com um míssil (MOAB), que provavelmente vai matar todo mundo dentro. Quando Barbie transmite isso para Big Jim, ele ordena que todos possam se abrigar nos túneis sob a cidade. Ele então libera Angie de seu cativeiro, mas quando Júnior descobre, ele sai atrás dela, enquanto todo mundo se refugia nos túneis. Como a maior parte da cidade se prepara para o inevitável nos túneis, Joe e Norrie procuraram Angie, Júnior a encontra em sua casa e eles passam o que eles acreditam que será seus últimos momentos juntos, e Barbie e Julia procurar Norrie, a pedido do seus pais. À medida que o míssil se aproxima, Norrie e Joe se beijam. Os mísseis atingem a cúpula, devastando tudo do lado de fora dela, mas que deixando a cidade intacta. Norrie e Joe acham que eles não têm mais ataques epiléticos quando se tocam. Quando Big Jim investiga a borda da cúpula, ele é abordado por Reverendo Coggins, que no início deu-lhe um ultimato a admitir sua parte em um escândalo de drogas para a cidade. Jim mata Coggins, empurrando a sua cabeça para a cúpula, fazendo com que seu aparelho auditivo fure sua cabeça. |     |                                           |                      |                                         |           |                        |
| 6 | 6   | "The Endless Thirst"Água                  | Kari Skogland        | Soo Hugh                                | 11.41     | 29 de julho de 2013    |
| Depois da torre de água da cidade estar inadvertidamente destruída e o lago é encontrado poluído, Barbie ajuda Linda a parar o saque que irrompe em resposta aos recursos minguantes. Angie diz a Rose sobre seu cativeiro e pede a ajuda dela, mas eles são abordados pelos meninos Dundee que saqueiam a lanchonete, matando Rose e batendo em Angie deixando-a inconsciente. Barbie intervém para resgatar Angie e uma chuva milagrosa ocorre e termina o caos. Depois de seu comércio com Ollie Densmore para uso da cidade de poço de Ollie em troca de propano, Big Jim dá Angie a oferta para proteger ela e Joe, enquanto ela mantém a sua prisão por Junior em segredo. Depois Julia e Dodee especulam que a origem do sinal de rádio poderia ser a resposta para a origem da cúpula, Dodee inventa um dispositivo de triangulação que os leva a Joe e Norrie, que estão em uma busca para encontrar insulina para salvar Alice. Os adolescentes chocam Julia e Dodee quando lhes mostrar o vídeo de sua apreensão simultânea e acabam com o congestionamento sinal tocando a cúpula juntos. |     |                                           |                      |                                         |           |                        |
| 7 | 7   | "Imperfect Circles"Círculos Imperfeitos   | Miguel Sapochnik     | Caitlin Parrish                         | 10.42     | 5 de agosto de 2013    |
| Sentindo-se ameaçado de que ele está a perder a sua autoridade, Big Jim leva o assunto em suas próprias mãos. Enquanto isso, a cúpula afirma suas ações após o nascimento de um recém-nascido. Uma amiga de Julia toca a cúpula e acaba entrando em trabalho de parto, de modo Julia a leva para o hospital. Mas em seu caminho, eles são pegos pelos dois irmãos Dundee que mataram Rose, mas Barbie chega e os dois fogem. Barbie em seguida, leva a mulher em trabalho de parto para Alice ajudá-los. Enquanto isso está acontecendo, Junior e Big Jim discutem sobre Júnior perturbar Angie e Big Jim expulsa Junior de sua casa. Júnior vai para a delegacia de polícia e vem com Linda para encontrar os dois assassinos. Júnior percebe que eles estão em uma casa abandonada e se disse a Linda que um deles quase estupram Angie. Linda mata um dos irmãos durante uma luta. Júnior mata o outro por tentativa de assassinato, quando ele tenta escapar. Em outros lugares, Ollie ameaça Big Jim. Big Jim então verifica o propano estocado da cidade; no entanto, ele é parado por um bandido armado. Mas à noite, enquanto o bandido tenta levar um caminhão cheio de propano, Big Jim atira e ele explode, matando o bandido. Joe e Norrie tentar encontrar o centro da cúpula, e encontram uma segunda "mini-cúpula" que detém um misterioso ovo nele. Ao tocar-lo, Norrie vê sua mãe Alice e então corre para encontrá-la. De volta à casa de Joe, o bebê nasce e todos agradecem a 'Alice' por sua ajuda. A Alice original, então tem um ataque cardíaco devido à insuficiência de insulina e morre nos braços de Norrie. Joe e Angie se reunem. Mas, na "mini-cúpula", o escudo do ovo começa a acender, com muitas luzes cor de rosa na superfície do ovo viajando desde a base até o topo. |     |                                           |                      |                                         |           |                        |
| 8 | 8   | "Thicker Than Water"Laços de Sangue       | Jack Bender          | Adam Stein                              | 10.36     | 12 de agosto de 2013   |
| À noite, Junior chega em casa, mas Big Jim aponta uma arma para ele e diz-lhe para sair. Na manhã seguinte, Big Jim leva Barbie, Linda, Junior e Carter para enfrentar Ollie. Mas cerca de dez homens armados aparecem e Carter é baleado. Júnior trai seu pai e junta-se o lado de Ollie. Como Big Jim está recrutando voluntários para atacar a fazenda de Ollie, Barbie e Linda planejam uma explosão para que a água seja disponibilizada para toda a população, e não apenas para Ollie. Barbie, então, tenta obter a aprovação de Big Jim, mas ele nega. Enquanto isso, Norrie culpa Joe pela morte de sua mãe e rompe com ele. Joe, então, diz a Julia sobre a "mini-cúpula" e o ovo e ambos vão vê-lo. Mas desta vez o ovo é rosa e quando Julia toca a cúpula, ela vê outro Joe, que diz: "O monarca será coroado". Joe então pensa que algo ruim vai acontecer com ele. Junior descobre de Ollie que sua mãe não morreu de um acidente de carro, mas a partir de suicídio. Júnior pede então para Ollie não matar Big Jim porque ele mesmo fará isso. Antes de Big Jim e o ataque de voluntários, Barbie se infiltra na fazenda de Ollie, e cria uma bomba caseira para explodir a tubulação abaixo da caixa d'água de Ollie. À noite, Big Jim, Linda, Phil, e o resto atacam a fazenda. Big Jim então percebe que a Barbie está indo a frente com seu plano. Na batalha que se seguiu, Phil e algumas outras pessoas são baleados e mortos com exceção de Phil, que recebeu um tiro no ombro. Logo antes de Barbie detonar a bomba, ele é capturado, mas escapa e aciona a bomba. Enquanto todo mundo percebe que o poço foi destruído, Junior aparece e bate em Big Jim com sua arma. Como Joe e Julia estão saindo da floresta e para a rua, Linda quase atropela Joe, enquanto ela leva Phil ao hospital. Linda então tranquiliza Joe e diz que ele vai ficar bem. Angie pede a Norrie para que volte com Joe. Norrie, então, diz a Joe que ela está pronta para enterrar Alice. Big Jim é arrastado para a sala de estar de Ollie e os homens de Ollie saem dizendo que eles não precisam mais sua água. Ollie, em seguida, dá permissão para Junior para matar Big Jim, mas em vez disso, Júnior faz perguntas a Big Jim sobre sua mãe. Quando Junior começa a ficar macio, Ollie saca uma arma e a aponta para Big Jim, mas Junior atira e mata Ollie. Big Jim e Junior, em seguida, se reconciliam antes de partir. Big Jim é confrontado por Barbie. Na delegacia, Linda fica surpresa ao ver Junior de volta e ele diz a ela o que aconteceu. Ele diz que não tem uma casa, e que agora ele vai viver na delegacia. Em sua casa, Julia pergunta a Barbie se ele sabe o que o outro Joe queria dizer mas ele diz que não sabe. E então, sugeriu-se que Angie também pode ser ligado ao domo como evidenciada pela câmara de filtração através de seu ombro para mostrar uma tatuagem de uma borboleta. |     |                                           |                      |                                         |           |                        |
| 9 | 9   | "The Fourth Hand"A Quarta Mão             | Roxann Dawson        | Daniel Truly                            | 10.64     | 19 de agosto de 2013   |
| Julia leva Barbie para ver a "mini-cúpula" e do ovo, mas os dois desapareceram. Barbie vai ajudar Linda a acabar com uma briga. E então, eles encontram um viciado em drogas que está passando por sintomas de abstinência de Rapture, uma droga que ele havia comprado do Reverendo Coggins. Linda e Barbie em sua busca minuciosa, descobrem equipamentos de fábrica de drogas em um dos caixões do Reverendo Coggins. Angie assume a lanchonete, e pede para Big Jim colocar seu nome na escritura da lanchonete. Big Jim promete pensar no assunto. Junior faz uma visita a Angie na lanchonete e ela entra em uma convulsão, repetindo a frase: "Estrelas rosadas estão caindo... estrelas rosadas estão caindo em fileiras". Junior traz Angie de volta para casa, onde ela descobre que ela teve a mesma convulsão de Joe e Norrie. Norrie percebe a tatuagem de borboleta no ombro de Angie e pergunta se ela é o "monarca que será coroado". Norrie sugere a utilização do "Yagi", uma antena direcional montada por Dodee. Julia tenta pegar emprestado de Dodee mas Dodee diz que a Yagi não está funcionando mais, porque Joe e Norrie tocaram na cúpula juntos. Big Jim recebe uma visita inesperada - Max, uma parceira de negócios que criou a droga Rapture. Big Jim sugere a Linda para eles incentivarem os moradores da cidade para entregar voluntariamente suas armas, de modo a proteger a segurança de todos. Linda e Barbie são céticos das intenções de Big Jim, mas decidem ir junto com sua ideia para manter todos a salvo. |     |                                           |                      |                                         |           |                        |
| 10 | 10  | "Let the Games Begin"Que Comecem os Jogos | Sergio Mimica-Gezzan | Andres Fischer-Centeno e Peter Calloway | 11.11     | 26 de agosto de 2013   |
| Linda leva Júlia para ajudar a investigar o envolvimento de Duke com a atividade criminosa anterior no Moinho de Chester. Durante a investigação, Linda encontra uma nota de Duke dizendo que depois que seu filho morreu de uma dependência de drogas, ele prometeu para conseguir drogas para fora da cidade, fazendo um acordo com Maxine; ele e outros compraram o propano que ela precisava, e ela iria manter as drogas fora da cidade; Reverendo Lester então lavado os rendimentos e Big Jim comprou o propano. Julia então descobre que seu marido Peter entrou com cinco anos de uma apólice de seguro de vida em si mesmo. Mais tarde, ela descobre que a Barbie o matou, mas ela interpreta como Peter querer morrer devido à sua dívida esmagadora. Maxine prova Barbie que ela tem a intenção de assumir o controle da cidade, depois que ela lhe mostra um clube subterrâneo luta mercado negro. Ela então chantageia Barbie para lutar contra Victor, um velho rival do seu. Ele começa a ganhar, mas, em seguida, joga o jogo, algo Maxine esperava que ele fizesse. Mais tarde, Maxine tenta seduzir Barbie e ameaçam revelar seus segredos, mas Barbie sai dizendo que ele é feito com ela. Big Jim encontra uma casa em uma ilha próxima que Maxine supostamente está escondido na, e encontra zelador da casa Agatha. Jim começa a olhar pela casa, com Agatha eventualmente puxar uma arma e revelando que ela é a mãe de Maxine, tendo dado à luz a ela, aos 16 anos e abandono da escola. Ela, então, diz Jim que ela sabe tanto quanto Maxine faz sobre a cidade, especialmente sobre seus segredos e Barbie das. Big Jim então intimida-la, dizendo que ela não tem a coragem de matar. Ele, então, pega a arma dela e leva para seu barco. Enquanto no barco, Agatha cai na água, e não pode nadar enquanto suas mãos estão amarradas. Ela implora por Jim para puxá-la para cima, mas ele a deixa se afogar. Naquela noite, ele vai para casa para encontrar Linda esperando por ele, dizendo-lhe para encontrá-la na delegacia no dia seguinte para interrogatório. Joe, Angie, e Norrie tocar o mini-cúpula em seu celeiro, simultaneamente, com o ovo no início meio a brilhar. A cúpula, em seguida, revela uma quarta marca de mão, o que implica que uma quarta mão é necessária para tocar a cúpula. Os três prometem não contar a ninguém, em busca pela quarta pessoa. Dodee então foge para o celeiro e toca o mini-cúpula. Ela é, então, chocado e bateu para fora. Os três filhos, então levá-la para o hospital e dizer que ela própria eletrocutado quando consertava seu gerador. Angie então pergunta enfermeira Adams se quaisquer pessoas que recentemente teve convulsões, e ela responde dizendo não desde o seu Grau de 10 de dança. Angie depois diz Joe e Norrie que Júnior teve uma convulsão durante a dança. Ela então diz que ela foi seqüestrada por Junior. Joe promete se vingar de Junior, mas não antes de Angie leva os dois para a casa de Júnior para mostrar-lhes a mãe pintando Junior feito de um sonho que ela teve, retratando Júnior e "estrelas cor de rosa que caem nas linhas." Júnior, em seguida, encontra-los no porão, e Joe corre em direção a ele, mas é colocado em um estrangulamento. Angie exige Júnior deixou Joe ir, e ele faz. Os três então tomar Júnior para o celeiro como a "quarta mão". Após os quatro tocar na cúpula, o ovo no meio libera estrelas cor de rosa em todas as paredes do celeiro. Os quatro são atônito, embora Júnior parece confuso, perguntando-lhes o que significa.                          |     |                                           |                      |                                         |           |                        |
| 11 | 11  | "Speak of the Devil"Falando no Diabo      | David Barrett        | Scott Gold                              | 11.15     | 2 de setembro de 2013  |
| Big Jim transforma a cidade contra e forma uma caçada humana em Barbie após a verdade sobre seu passado é revelado. Enquanto isso, Maxine torna pessoal quando ela confronta o aliado mais próximo da Barbie. Joe, Norrie, Angie, e Junior lançar seu aperto do mini-cúpula e ver manchas brancas em todo o celeiro, que deveriam ligar as constelações que eles criaram. Mais tarde, Junior tenta novamente seduzir Angie, com ela respondendo que uma relação nunca vai acontecer. Júnior decide, então, deixar os três filhos e esquecer o mini-cúpula. Quando isso acontece, funil nuvens começam a aparecer no céu. Júnior, em seguida, vai para casa e encontra seu pai Big Jim, que lhe braços com uma arma e balas dizendo para ficar em casa e tomar cuidado com Maxine, que está ameaçando ferir aqueles mais próximos a ele. Angie, em seguida, vai para a casa pedindo Júnior para voltar e ajudá-la, Joe, e Norrie com uma situação com a mini-cúpula. Tal como a nuvem funil cresce, o vento pega um banco, o que quase atinge Angie, mas é salvo por Junior. As nuvens, em seguida, começar a diminuir. Júnior e Angie em seguida, perceber que a cúpula quer que ele fique com os três filhos. Julia é baleado por Maxine após Barbie rejeitou no episódio anterior. Barbie em seguida, recebe Joe para levá-los para o hospital. Quando eles chegaram lá e ver o que os enfermeiros estão ocupados com outras situações de emergência relacionadas com a Tornado, Barbie é forçado a curar as feridas de Julia. Enquanto sugando o ar para fora do peito através de um pequeno tubo, com o coração pára. Quando isso acontece, um ramo voa pela janela, com a Barbie empurrando Joe para fora do caminho. As nuvens, em seguida, diminuir, eo coração de Julia começa a bater novamente. Joe então conclui que a Barbie é o "monarca [que] será coroada." Mais tarde, Barbie ganha a ajuda de Big Jim para derrubar Maxine sem qualquer morte de sua parte. Os dois cabeça para clube underground de Maxine, mas são emboscados por Maxine e um pistoleiro. Ela diz que como ela quer vingança pelo assassinato de sua mãe Agatha, e que ela quer viver uma vida com Barbie, mas ele rejeita seus avanços. O poder, em seguida, sai de alarme ativado da Barbie que cortar a energia. Barbie e Big Jim, em seguida, roubar suas armas e levá-los para fora. Barbie, então, deixa, dizendo Maxine "Você está feito." Quando ele vai embora, Big Jim mata tanto Maxine eo atirador. Big Jim, em seguida, tenta atirar Barbie, mas ele lhe dá um soco na garganta e rouba a arma. Linda, em seguida, aparece e Big Jim mentiras, dizendo que a Barbie matou os dois. Durante todo o episódio, Linda tem sido encontrar provas falsas que conclui que a Barbie é um criminoso perigoso. Barbie foge antes de qualquer coisa pode acontecer com ele. Big Jim mais tarde vai para a estação de rádio e encontra Dodee, que durante a tempestade conseguiu ter acesso a uma mensagem por parte dos militares, dizendo que eles têm encontrado Barbie. Big Jim ouve esta mensagem e, em seguida, vai para o rádio, enquadrando Barbie para inúmeros crimes que ocorreram ao longo dos últimos dias. Norrie convence Joe, Angie e Junior para tocar a cúpula maior, ao mesmo tempo. Ao fazê-lo, os quatro ver uma visão de Big Jim sangramento de três facadas e um nariz sangrento. A visão tem então a quatro segurando quatro facas ensanguentadas, com Júnior correr para encontrar seu pai. Os três outros consideram que, em seguida, para que a cúpula de descer, eles têm que matar Big Jim. |     |                                           |                      |                                         |           |                        |
| 12 | 12  | "Exigent Circumstances"Circunstâncias     | Peter Leto           | Adam Stein e Caitlin Parrish            | 9.72      | 9 de setembro de 2013  |
| Como Barbie esconde na mata, Big Jim faz um discurso para o povo da cidade convencê-los a continuar a busca de Barbie, com Linda aplicação das regras de segurança. Dodee mais tarde revela que Big Jim, depois de ouvir as transmissões de rádio das forças armadas, que a Barbie está sendo procurado de fora da cúpula. Durante as transmissões de rádio, Dodee se lembra o que aconteceu com seus dias atrás, quando ela tocou o mini-cúpula. Ela leva Big Jim para a estação de rádio e diz a ele sobre o ovo no mini-cúpula. Ela, então, sai da sala por um momento, em que Big Jim ouve as pessoas sobre a transmissão discutir passado os eventos que ocorreram na cúpula, incluindo o assassinato do Reverendo Coggins. Dodee ouve a transmissão, ao perceber que Big Jim foi o responsável por sua morte e outros crimes do passado da cidade. Big Jim diz a ela que ele fez isso para proteger a cidade, e também quer ter certeza de a cúpula não desce. Dodee então diz que espera por sua eventual morte, que empurra Big Jim para matá-la e queimar a estação, culpando Barbie para fogo posto. Joe, Angie, e Norrie crescer confusa sobre a visão que eles testemunharam antes, com os três e Junior matando Big Jim. Madrasta de Norrie Carolyn então descobre a mini-cúpula, e promete manter o segredo da cidade e Big Jim. Big Jim e alguns voluntários ajudá-lo a entrar no celeiro para encontrar o mini-cúpula, mas não encontram nada; Joe amigo Ben escondeu o mini-cúpula em sua casa. Big Jim então prende Joe e Norrie para ajudar um vigilante, onde ele tenta interrogar os dois em suas celas. Ao fazê-lo, Norrie apunhala no braço com uma faca, ela escondeu. Joe e Norrie logo são liberados, e fazer o seu caminho para a casa de Ben, onde tem vindo a cobrir a cúpula em cobertores após um ruído penetrante do ovo começa. Ben, Joe, Norrie, e Carolyn tirar os cobertores para encontrar o laranja brilhante cúpula e do casulo monarca começando a se mover. Linda, em seguida, caminha sobre a cena. Barbie mais tarde encontra Angie e convence-la a proteger Julia, que está se recuperando no hospital devido a ferimentos de bala. Ele teme que Julia vai revelar as mentiras de Big Jim e será morto por causa disso. Angie consegue distrair Junior, por docemente falar com ele e beijá-lo, enquanto Barbie leva maca de Julia para uma ambulância nas proximidades. Júnior tenta impedi-lo, mas Barbie consegue dominá-lo, e fica Angie para dirigir a ambulância para um lugar seguro. Mais tarde, ele é preso por Linda por incêndio criminoso e assassinato de Dodee, com Phil chutá-lo na boca antes de ser levado embora. Julia acorda com Angie ajudá-la recoleta, onde ela começa a se preocupar com o que Big Jim vai fazer a Barbie. Em sua cela, Barbie é incentivada por Big Jim a confessar todas as acusações colocam em seu registro, ou ter as pessoas mais próximas a ele prejudicado. Júnior então encontra Big Jim e exige a verdade dele; Big Jim mente para ele, dizendo que a Barbie foi o responsável por tudo o que é cobrado. Em conflito sobre a confiabilidade de seu pai, Junior caminha para o final da cúpula, e toca-lo, esperando por uma resposta. Big Jim anda Barbie para a frente da Câmara Municipal, onde muitos habitantes da cidade com raiva esperar por confissão de culpa da Barbie; depois de alguns momentos de contemplação, ele afirma não ser culpado. |     |                                           |                      |                                         |           |                        |
| 13 | 13  | "Curtains"Fecham-se as Cortinas           | Jack Bender          | Brian K. Vaughan e Scott Gold           | 12.10     | 16 de setembro de 2013 |
| As escotilhas monarca, ea borboleta começa a voar ao redor dentro do mini-cúpula violentamente e criando expansão pontos negros onde ele trava contra a superfície. Essas manchas são espelhados na grande cúpula e começam a se expandir até que ambos os domos são jet preto, lançando a cidade na escuridão permanente. Joe sugere a quatro toque a cúpula, mas corta em Linda, afirmando o ovo é de propriedade da polícia; os quatro optar por não impedi-la, sabendo que ela vai ser nocauteado permitindo-lhes escapar. Junior, Angie, Joe, e Norrie em seguida, toque a cúpula juntos, os mini dome quebra liberando tanto o ovo ea borboleta, e num primeiro momento, parece pairar rodada seu candidato para Monarch, Barbie, mas, finalmente, eles descobrem que o monarca é Julia. Eles recebem a visita de uma das pessoas da cúpula que se parece com Alice. O visitante afirma que tomaram forma humana para "colmatar o fosso", e que a razão para a cúpula é "protegê-los". Quando perguntam a partir do que, a resposta é "você vai ver, com o tempo". Eles também descobrem que eles devem ganhar a luz, mantendo o cofre do ovo. Barbie, então é capturado por Junior. Big Jim pensa que sua família são os escolhidos porque o seu doente mental esposa tinha pintado estrelas cor de rosa e os ovos em seus últimos dias antes do suicídio, indicando que ela tinha algum conhecimento das coisas por vir. Quando Júnior confronta, ele admite que tem realmente cometeu os assassinatos ele acusados de Barbie, mas apenas para salvar a cidade. Eles colocaram Barbie em uma corda e, em seguida, Julia tem que optar por salvar o ovo e as vidas de toda a cidade, ou salvar Barbie dando o ovo para Big Jim dentro de uma hora. Ela aceita a responsabilidade do título Monarch e escolhe o ovo (e as vidas de todo mundo na cúpula) e protege-lo, jogando-o para dentro do lago. O ovo começa a brilhar, e as estrelas cor de rosa subir para o céu. Big Jim diz o Senhor está abençoando o enforcamento, as estrelas continuam a subir e retire o escuro "cortina" preto, substituindo-o por uma cortina de perfuração luz branca brilhante, aumentando de intensidade até que as coisas começam a desaparecer para branco. Júnior busca orientação de seu pai, que continua a dizer-lhe para puxar a alavanca. |     |                                           |                      |                                         |           |                        |